# 江振愷
江振愷（出生名江慶俋，1983年9月14日—），藝名，臺灣男藝人。早年透過綜藝節目《模范棒棒堂》出道，近年則活躍於活動主持、各大綜藝節目通告以及電視劇。

## 生平
江振愷父親為閩南人，母親一半有西拉雅族、另一半有阿美族血統，現今定居新北市新莊區與三重區兩地
。
為Channel V明星育成節目《模范棒棒堂》第一屆成員之一，為第一代成員。因身材結實常被愛好者（粉絲）暱稱為「大隻佬」，也是第一屆選出的「棒棒堂先生」，在《模范棒棒堂》成員中走運動風路線。他亦曾擔任運動指導員及舞蹈老師。他於節目中以表現認真著稱，是淘汰賽的常勝軍，曾多次於淘汰賽中取得名次。
TERRY於2008年5月22日《模范棒棒堂》節目當中被選中為棒棒堂二軍其中一員，成為半出道藝人，唱片公司為華納唱片 (台灣)。可是到了8月13日，《模范棒棒堂》錄影節目時公佈了TERRY未能選上棒棒堂二軍正式出道成員。而未能選上的原因是因為TERRY個人特質相當強，單飛會較成為團體出道更為適合。
隨著第一屆棒棒堂成員畢業，但TERRY又選不上二軍，因此他將會回復自由身繼續活躍。之後，他會進行包括《寵物部落格》等節目的錄影，並獲公司安排進行更多的訓練。 （页面存档备份，存于）

## 新聞事件
隨著《模范棒棒堂》打開知名度，不僅是臺灣，Terry在各華人地區均有愛好者支持，並在2007年於香港宣傳時受到香港各報廣泛報導。名氣提升的同時，Terry出道前的言行也受到矚目。其曾於限制級雜誌擔任模特兒，此事在2006年底由新聞媒體披露。2003年時Terry曾登上過限制級雜誌封面，當時尚未進入演藝界。2006年成名後，該刊熱賣，於年底為報紙所披露。 本人澄清，大學二年級時有位學攝影的學長創辦雜誌社，而受其邀約擔任雜誌模特兒，出版後才發現是同性戀雜誌；拍攝時下半身有泳褲遮蔽。Terry稱自己是異性戀男生，不排斥被同性欣賞。
Terry及阿本、小馬、毛弟、李銓5位模範棒棒堂成員於2007年11月2日在香港進行汽車代言宣傳活動，抵達機場時，現場有約200位愛好者守候，5人受到愛好者熱情包圍。後阿本受訪時提到：「我們在機場出現時，fans把Terry的衣服揭起來，並把信件塞入衣服內，差點被fans推跌。」 被問及棒棒堂上次至香港時，被發現用垃圾袋裝載愛好者禮物，一行人則為其解釋，只有垃圾袋才能裝載那麼多禮物。問他們是否會用垃圾袋裝禮物時，5人表示不會那麼做。

## 參與作品及表演

### 戲劇
- 2007年《黑糖來了》（網上短劇）飾演 Terry
- 2012年《K歌·情人·夢》飾演 金崗
- 2015年《守護Sra》飾演 Sra(男主角)
- 2016年《阿不拉的三個女人》飾演 阿泉
- 2016年《春花望露》飾演 泰瑞
- 2017年《獅子王強大》飾演 年輕尚勳(客串)
- 2019年《如果愛，重來》飾演 阿嘉(客串)

### 唱片
2008年7月11日 - 宅男塾《冒險世界》EP
- 《冒險世界》dance power version、《宅男失眠日記》、《逍遙遊》
- 「宅男塾天書」24p全彩寫真冊（內附粉絲最愛投票卡、美型男so cool人形紙卡）

### 主持
- - 年代much《單車二勢力第一季》主持（2008年12月27日開始）
  - 年代much《單車二勢力第三季》主持（2009年12月12日開始）
  - TVBS-asia《時尚王牌》代班主持（2008年11月8日11月29日）
  - TVBS-G《寵物部落格》主持（2008年5月31日開始）
  - Channel V《VJ普普風》主持（2007年至2008年）
  - 衛視中文台《爆桿賓果王》助理主持（2007年）
  - Channel V《我愛黑澀會》助理主持（2006年）
  - 衛視中文台《女狼俱樂部》助理主持（2005年至2007年）

### 部份大型舞蹈演出
- 舞蹈表演
  - 台北市政府跨年晚會 2008年12月31日
  - 吳佩倩50歲生日獻禮 2006年10.20-22日 晚上19:45 共三场
    - 青少年育乐中心售票演出
    - Party slow- Unchain my heart solo
- 舞蹈演員
  - 蔡依林 就是愛慶功演唱會 2004年
  - 孫燕姿演唱會

### MV
| 歌手                 | MV名稱           | 首播時間                        | 首播頻道          | 參與成員   |
| -------------------- | ---------------- | ------------------------------- | ----------------- | ---------- |
| 棒棒堂二軍（宅男塾） | 《冒險世界》     | 2008年6月25日晚上十一時五十五分 | Channel V（台灣） | 宅男塾成員 |
| 棒棒堂二軍（宅男塾） | 《阿宅失眠日記》 | 2008年7月22日晚上十時五十五分   | Channel V（台灣） | 宅男塾成員 |

### 演唱會
- 2008年1月26日 - 棒棒堂夢想出發‧閃耀小巨蛋演唱會（表演嘉賓）
二軍所有成員及詹繕澤（小濱）、何杰（多多）、林子豪（虎牙）、戴家昀（Elmo）（即「十四棒」時代）共同演出
- 2008年3月22日 - 《模范棒棒堂》二軍選拔PK戰－15分鐘Mini Concert表演（台北新光三越A8館戶外廣場舉行、「十四棒」時代）

### 台灣以外活動
- 2008年6月9日 - 香港屯門市廣場 - 所有成員；舉行《終極之戰》，分組比舞，獻唱新歌《冒險世界》，之後聯合所有觀眾的批判及表現，於同年八月至九月選出正式出道之五人。是次活動前，二軍來港的時候吸引過百名粉絲接機，場面混亂，有粉絲跌倒。活動上籌得5千元善款將捐予香港世界宣明會，協助四川賑災。[5]

## 外部連結
- Terry 江振愷的Facebook專頁